# Cratere Kepler (Luna)
Kepler è un cratere lunare di 29,49 km situato nella parte nord-occidentale della faccia visibile della Luna, a nord-nord-ovest del cratere Encke tra l'Oceanus Procellarum ad ovest ed il Mare Insularum ad est.
Il cratere è dedicato all'astronomo tedesco Giovanni Keplero.

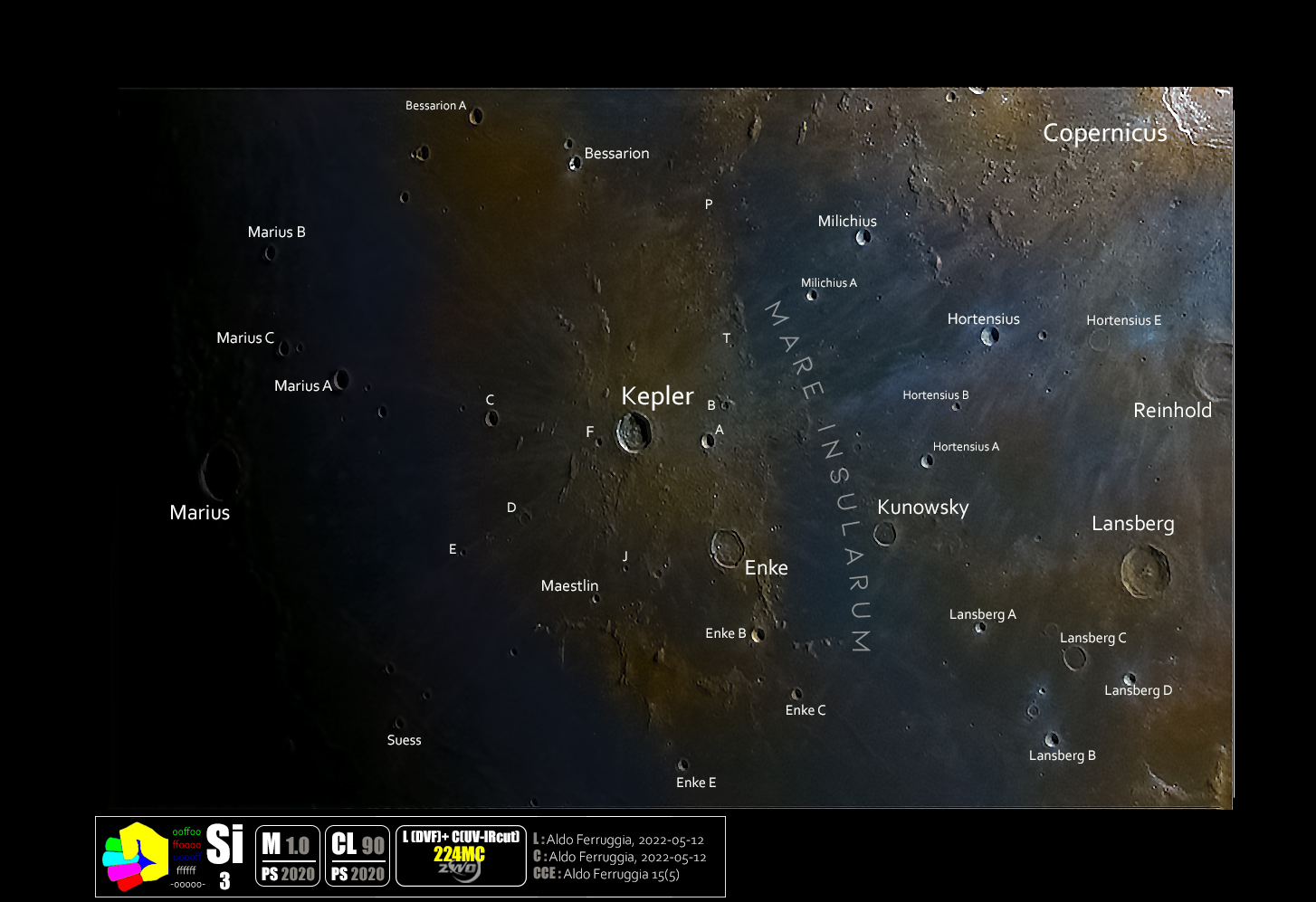
Area del cratere in format selenocromatico

## Crateri correlati
Alcuni crateri minori situati in prossimità di Kepler sono convenzionalmente identificati, sulle mappe lunari, attraverso una lettera associata al nome.
| Kepler | Coordinate            | Diametro (in km) |
| ------ | --------------------- | ---------------- |
| A      | 7°08′24″N 36°07′12″W  | 10,7             |
| B      | 7°44′24″N 35°19′48″W  | 6,18             |
| C      | 10°00′36″N 41°51′36″W | 11,5             |
| D      | 7°25′12″N 41°53′24″W  | 9,51             |
| E      | 7°22′48″N 44°01′12″W  | 5,22             |
| F      | 8°18′36″N 39°05′24″W  | 6,06             |
| P      | 12°12′36″N 33°59′24″W | 4,11             |
| T      | 9°00′00″N 34°36′36″W  | 2,6              |